# Turntablism

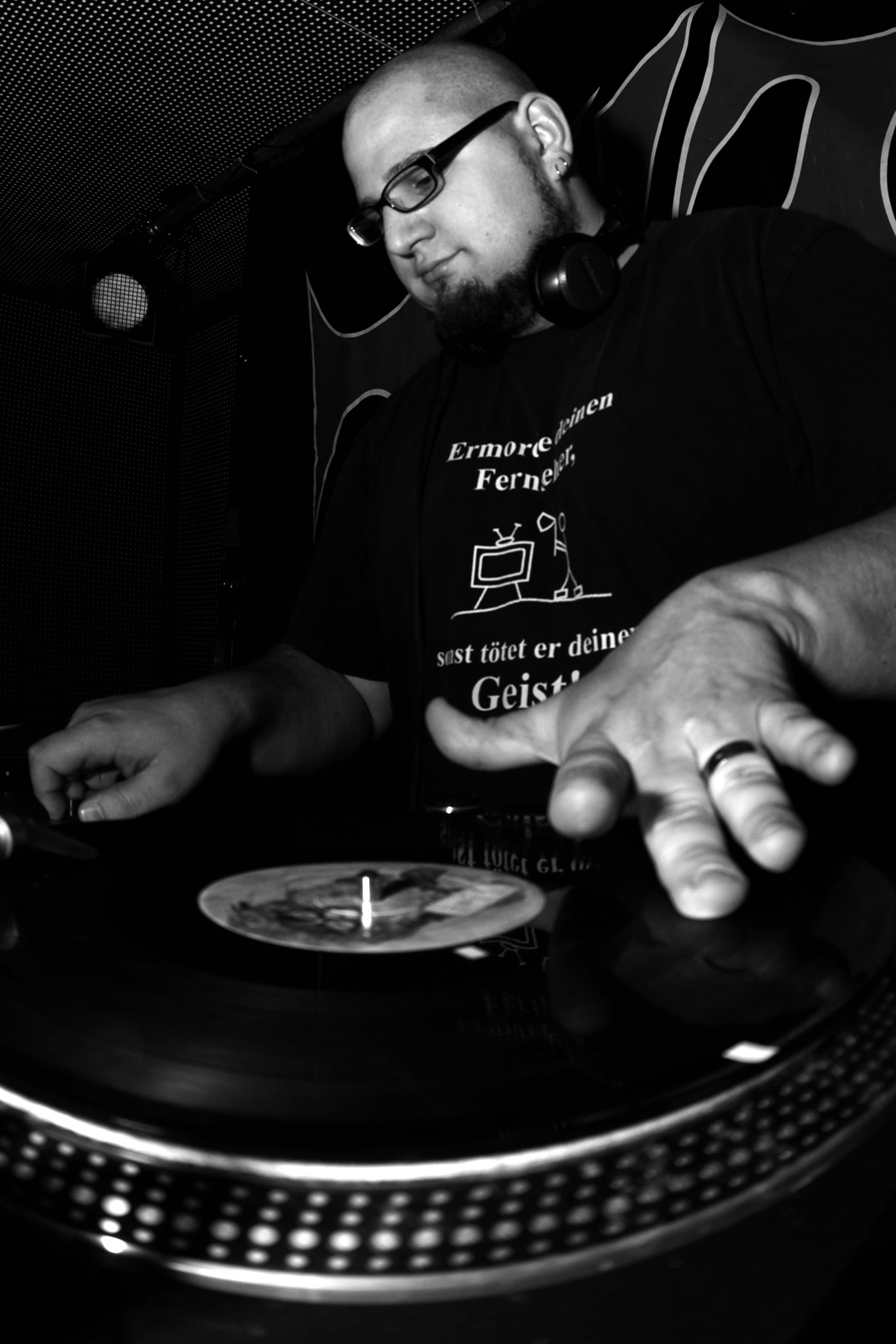
Turntablism

Turntablism is een techniek waarbij de dj, de turntablist, zijn draaitafels (turntables) als muziekinstrument gebruikt door met platen, traditioneel veelal hiphopmuziek, te scratchen en andere technieken toe te passen. Hij probeert daarmee ofwel bestaande muziek ritmisch te ondersteunen ofwel volledig nieuwe muziek te 'componeren'.

## De draaitafel als instrument
Er zijn verschillende mogelijkheden om de draaitafel als instrument te gebruiken, namelijk:
(Beat)Juggling (met 2 platen tegelijkertijd)het creëren van een nieuw ritme door de beats van twee verschillende platen af te wisselen
Scratching (met geluiden op 1 plaat)het handmatig op en neer bewegen van de plaat waardoor een krassend – scratchend – geluid ontstaat; in essentie is dit meestal ritmisch en niet melodisch, maar met enige oefening kunnen samples van instrumenten op plaat dusdanig bewerkt worden dat men een melodie kan spelen. Een veel gebruikt middel om e.e.a. te vergemakkelijken is de ‘clocktave’, ontwikkeld in 2004 door de Nederlandse dj's Sjam en Kypski, en vertegenwoordigt een plaat met octaven van verschillende instrumenten na elkaar, ieder telkens precies gedurende één omwenteling van de plaat, waardoor met een codesysteem melodielijnen nagebootst kunnen worden. Voorheen werden primitieve melodielijnen 'gespeeld' met de zogenaamde 'test-tones' op scratchplaten, met behulp van de pitch-controle, waarmee de snelheid van de draaitafel beheerst kan worden. Dit laatste werd vooral door de zogenaamde battle-dj's gedaan, de instrumentalist op de draaitafel is nog uiterst zeldzaam.
Routineshet afwisselen van scratchen, jugglen, test-tones, body-tricks en alle denkbare gimmicks om het publiek te vermaken. In geval van een battle (wedstrijd) ook zo veel mogelijk gericht op het intimideren van de tegenstander(s), een-op-een, door middel van dissing (tegenstander verbaal, op plaat, bespotten).
Teams / Bandstwee of meer turntablists die samen tegelijk een muzikale compositie maken, en daarbij ieder een 'instrument' nabootsen met de draaitafel.

## Ontstaansgeschiedenis
De uitvinder van de scratch is Grand Wizard Theodore, die per ongeluk zijn hand op de plaat zette om deze tot stilstand te brengen toen diens moeder hem iets vroeg wat hij niet kon verstaan door het volume. Vervolgens is scratching snel opgepikt en verder ontwikkeld door dj's als Grandmaster Flash en Jam Master Jay in de Bronx, New York. Toen het nummer Rockit van Herbie Hancock uitkwam, waarop Grandmixer DST scratchte, werd een groot aantal aspirant-turntablist hierdoor geïnspireerd, zoals dj's Qbert, Mix Master Mike en Disk. De jaarlijkse wereldkampioenschappen, georganiseerd door DMC, hebben ook bijgedragen aan het bekend worden van turntablism. Al snel werden turntablist-teams opgericht zoals de supermen (NY), Invisible Skratch Piklz (SF), Beat Junkies (SF) en de X-Men (tegenwoordig de Xecutioners).
Tegenwoordig is scratchen zelfs hoorbaar in veel mainstream popliedjes en spelen turntablists mee in 'gewone' bands (Nelly Furtado, Linkin Park, maar ook Herbie Hancock met DJ Disk). De Bay-Area (San Francisco) is nog steeds een vruchtbaar gebied voor de verdere ontwikkeling van turntablism, met namen als D-Styles, Toadstyle en Ricci Rucker als aandrijvers van nieuwe ontwikkelingen. 